# Galaktoziltransferaza
Galaktoziltransferaza je vrsta glikoziltransferaze koja katalizuje prenos galaktoze. Primer je B-N-acetilglukozaminil-glikopeptid b-1,4-galaktoziltransferaza.
Biosinteza disaharida, oligosaharida i polisaharida uključuje delovanje stotina različitih glikoziltransferaza. Ovi enzimi katalizuju transfer delova šećera sa aktiviranih donorskih molekula na specifične molekule akceptora, formirajući glikozidne veze. Opisana je klasifikacija glikoziltransferaza koristeći nukleotid difosfo-šećer, nukleotid monofosfo-šećer i šećer-fosfate (EC 2.4.1.-) i srodne proteine u različite porodice na bazi sekvenci. Ova klasifikacija je dostupna na veb stranici CAZy (Carbohydrate-Active EnZymes). Očekuje se da će se isti trodimenzionalni nabor pojaviti unutar svake porodice. Pošto su 3-D strukture bolje očuvane od sekvenci, nekoliko porodica definisanih na osnovu sličnosti sekvenci može imati slične 3-D strukture i stoga formirati 'klanove'.
Porodica glikoziltransferaza 31 (CAZI GH_31) obuhvata enzime sa brojnim poznatim aktivnostima; N-acetilaktozaminid beta-1,3-N-acetilglukozaminiltransferaza (EC 2.4.1.149); beta-1,3-galaktoziltransferaza (EC 2.4.1); beta-1,3-N-acetilglukozaminiltransferaza specifična za fukozu (EC 2.4.1); globotriozilceramid beta-1,3-GalNAc transferaza (EC 2.4.1.79).

## Ljudske galaktoziltransferaze
B3GALNT1; B3GALNT2; B3GALT1; B3GALT2; B3GALT4; B3GALT5; B3GALT6; B3GNT2;    B3GNT3; B3GNT4; B3GNT5; B3GNT6; B3GNT7; B3GNT8;
B4GALNT1; B4GALNT2; B4GALNT3; B4GALNT4;
B4GALT1; B4GALT2; B4GALT3; B4GALT4; B4GALT5; B4GALT6; B4GALT7;
GALNT1; GALNT2; GALNT3; GALNT4; GALNT5; GALNT6; GALNT7; GALNT8; GALNT9; GALNT10; GALNT11; GALNT12; GALNT13; GALNT14;
GALNTL1; GALNTL2; GALNTL4; GALNTL5; GALNTL6;

## Spoljašnje veze
- Galactosyltransferases на 

Ovaj artikal sadrži tekst iz javnog vlasništva Pfam i InterPro IPR002659